# Longue-Pointe
Longue-Pointe est un des neuf quartiers de référence de l'arrondissement de Mercier–Hochelaga-Maisonneuve de la ville de Montréal.

## Géographie
Le quartier Longue-Pointe est situé au sud-est de la rue Sherbrooke. Il est, avec Louis-Riel, un des deux quartiers formant le quartier sociologique de Mercier-Ouest. Le relief y est  caractérisé par la plaine du Saint-Laurent. Il est à 33 mètres environ du niveau de la mer.

## Histoire
Au début du XVIe siècle, les habitants de l'île de Montréal et donc du territoire de Longue-Pointe sont des Iroquoiens du Saint-Laurent. Agriculteurs sédentaires, ils habitent de longues maisons, faites de bois et d'écorces, regroupées en un village fortifié ceint de palissades.
Le 2 octobre 1535, Jacques Cartier et ses compagnons arrivent dans la région du village iroquoien nommé Hochelaga.

Le 17 mai 1642, soit un peu plus de cent ans après la venue de Jacques Cartier sur le mont Royal, un groupe d'une cinquantaine de colons français, sous la direction de Paul Chomedey de Maisonneuve et de Jeanne Mance, débarque sur la pointe où se trouvait la place Royale (Pointe-à-Callière), nommée auparavant par Champlain lors de son cinquième voyage, en 1611. Ils donnent au site le nom de Ville-Marie, en l'honneur de la Vierge Marie.

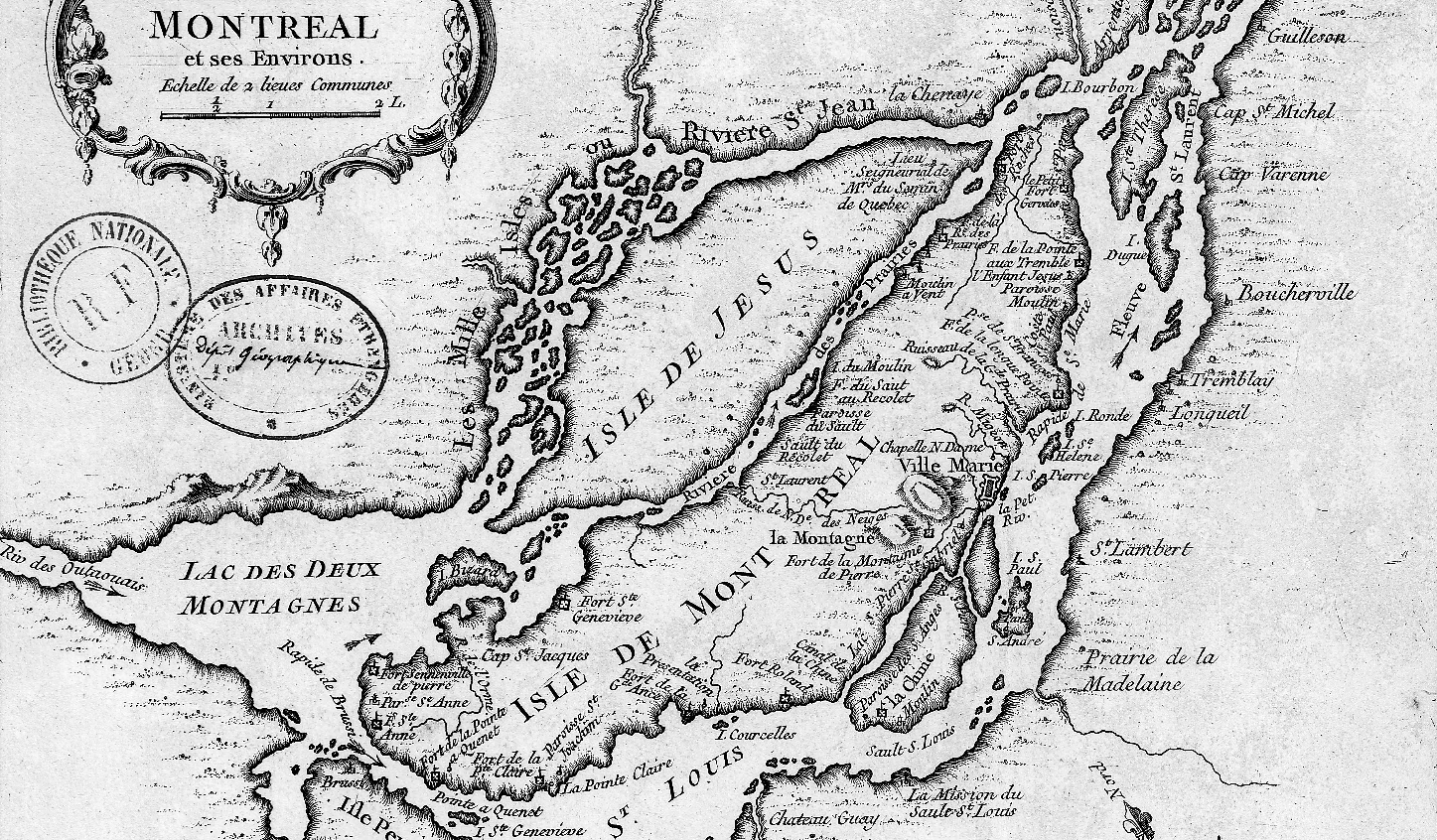
Île de Montréal en 1764. Longue-Pointe se trouve en face de Longueuil, à droite sur la carte.

Au XVIIIe siècle, la ville de Montréal occupe seulement une petite partie de l'île de Montréal, centrée sur ce qui est appelé aujourd'hui le Vieux-Montréal. L'extrémité est de l'île est alors appelée Longue-Pointe. En 1663, les Sulpiciens sont les propriétaires de la Seigneurie de l'Île-de-Montréal. Ils octroient des terres aux colons venus s’établir en Nouvelle-France. En 1666, les colons construisent le fort de Longue-Pointe, un fort qui n’est pas militaire. Il est plutôt une redoute de pierre. En cas d’attaques des Amérindiens iroquois, les forts de Pointe-aux-Trembles, Rivière-des-Prairies et de Boucherville protègent les colons de Longue-Pointe. Les habitants vivent une vie agricole militarisée, leurs modestes maisons sont fortifiées de pierre et de mortier dans le but de se défendre. Les colons de Longue-Pointe, hommes et femmes, forment une milice citoyenne armée. Cette milice sert également à l’entretien des chemins, du fort et de l'église. En 1719, une petite église est construite à côté de la redoute face au fleuve Saint-Laurent (vivante Église saint-François d’Assise, www.Mercier-Est.org). Lors des périodes de paix, la milice locale se charge des corvées du village. En 1721, la Longue-Pointe compte 32 familles dépendantes les unes des autres (référence, église Saint François d’Assise, www.Mercier-Est.org). L'ouverture des premiers registres de la paroisse Saint-François d’Assise de Longue-Pointe a lieu en 1724 (référence église Saint-François-d’Assise, www .mercier-e st.org).
En 1734, le chemin du Roy traverse d’ouest en est le village de Longue-Pointe. Il est fréquent, durant cette période d'années de paix, que les habitants du hameau de Longue-Pointe franchissent régulièrement les portes des fortifications de Montréal pour aller vendre leurs produits agricoles aux citadins et faire leurs achats (référence Église Saint-François d’Assise, www.Mercier-Est.org). Les terres agricoles sont fructueuses et en 1731 Longue-Pointe compte 33 emplacements se partageant 102 arpents de terres agricoles. Sur ces 33 emplacements, le recensement dénombre 17 maisons de pierre (référence église Saint-François-d’Assise, www.Mercier-Est.org). On note également la présence de trois moulins à scie.
Entre 1755 et 1760, pendant la Guerre de Sept Ans, Longue-Pointe héberge trois régiments de l’armée française (ceux de Guyenne, de La Sarre et de Béarn). (référence église Saint-François-d’Assise www.Mercier-est.org). Après la capitulation de Montréal en 1760, Longue-Pointe devient progressivement une banlieue bourgeoise de Montréal. Plusieurs familles anglaises s’y établissent et Longue-Pointe devient un lieu de villégiature pour les familles fortunées.
Le lieu fut, en 1775, le théâtre d'une bataille célèbre pendant la guerre d'indépendance des États-Unis au cours de laquelle Ethan Allen tenta de s'emparer de la ville de Montréal. En 1845, Longue-Pointe devient une municipalité. Elle est amputée d’une partie de son territoire à l’est pour le village de Beaurivage et une deuxième fois en 1907 pour la création de la municipalité de Tétreaultville.
En 1875, l’asile de Saint-Jean-de-Dieu est inauguré et est dirigé par la communauté religieuse des sœurs de la Providence. Le 6 mai 1890, un  terrible incendie détruit presque entièrement l’asile qui sera reconstruit dans les années 1892-1901.
En 1910, les trois villes, Longue-Pointe, Tétreaultville et Beaurivage sont annexées à Montréal et le nouveau quartier prend le nom de Longue-Pointe. Le quartier s’industrialise et devient un quartier ouvrier. Le 12 avril 1928, la portion sud du quartier (dans l’ancien village, rues Notre-Dame et Saint-Malo) est inondée, des glaces s’étant accumulées dans un embâcle sur le fleuve Saint-Laurent.
Les forces armées canadiennes installent un dépôt de matériel militaire en 1942. Le quartier se développe dans les années 1960 et la rue Sherbrooke devient la principale artère commerciale.
En 1963, Longue-Pointe a été divisée par la construction du pont-tunnel Louis-Hippolyte-La Fontaine. La majeure partie de son territoire fait maintenant partie de Mercier-Ouest, tandis qu'une partie de la zone située au nord-est de l'autoroute 25 qui borde le quartier se trouve dans Mercier-Est.

## Population
Selon le recensement de la population 2021 par Statistique Canada (www.statcan.qc.ca), la population du quartier est majoritairement dans une grande proportion d’origine québécoise francophone. Quelque 58 % des familles vivent avec des faibles revenus économiques. Le quartier comprend quelques minorités telles que les communautés italienne, algérienne et latino-américaine.

## Artères routières importantes
La  proximité du  port de Montréal influe considérablement sur la circulation des rues Notre-Dame et Hochelaga. L’industrie du camionnage est présente dans le sud du quartier. La principale artère commerciale est la rue Sherbrooke. Les principales artères du quartier, outre celles précédemment mentionnées, sont les rues Dickson, Cadillac, ainsi que les boulevards de l'Assomption et Langelier (dans l’axe nord-sud).

## Culture et loisirs
En 1905, s’installe à Longue-Pointe, le Parc Dominion. Ce parc de divertissements a été une attraction pour les Montréalais jusqu’en 1937.(référence Église Saint-François-d’Assise www .Mercier-est.org).
La bibliothèque Langelier et les centres de loisirs Saint-Fabien, Saint-Donat et Guybourg rayonnent sur la vie culturelle du quartier. Notons également l’apport de l’organisme le Rameau d’olivier (desservant une clientèle de personnes âgées du quartier) et de la Maison des jeunes MAGI de Mercier-Ouest. Une collaboration entre les organismes permet la tenue d’expositions d’artistes du quartier.
Les infrastructures sportives se résument à une salle de bowling au centre commercial Domaine, un terrain de baseball au parc Jean-Amyot, à des terrains de tennis, deux terrains de baseball, deux terrains de soccer (dont un en gazon synthétique qui est utilisé régulièrement par le club FC Montréal comme terrain d’entraînement) au parc Louis–Riel, et d’un terrain de football entouré d’une piste pour la course à pied ainsi que deux terrains de soccer pour les clubs locaux amateurs au parc Saint-Donat, une aréna, la seule du quartier, construite en 1974–1975 avec une capacité de 500 places pour les supporteurs. L’aréna Saint-Donat permet des activités sportives comme le hockey sur glace, la ringuette et le patinage artistique. De plus, des périodes de patinage libre sont offertes. Plusieurs équipes de patinage de vitesse s’y donnent rendez-vous et un club de hockey sur luge parasport adaptée aux handicapés physiques y a élu domicile. La concentration sports-études de l’École polyvalente Édouard-Monpetit utilise quotidiennement les installations sportives du parc Saint-Donat.
Une piscine olympique et un gymnase de l’École polyvalente Édouard-Monpetit sont ouverts à la population du quartier.

## Services gouvernementaux
En 1942, entre les rues Notre-Dame et Hochelaga, s’établit le dépôt militaire de la Défense nationale (Forces armées canadiennes). Un musée a existé pendant plusieurs années à l’entrée de la base militaire. Il a fermé en 2020. 
Dans le domaine de l’éducation, plusieurs écoles élémentaires reçoivent les enfants du quartier pour le cours primaire. Deux polyvalentes, l’École Louis-Riel et l’École Édouard-Monpetit offrent l’école secondaire avec option sports-études, option arts-études et option sciences-études pour les  adolescents du quartier. De plus, les deux écoles polyvalentes offrent, le soir, des cours pour adultes. Il n’existe pas de Cégep dans le quartier, quoique le Cégep Maisonneuve possède un pavillon en enseignement, le Centre d’études des procédés chimiques du Québec, sur la rue Sherbrooke-Est.
Au niveau de la santé publique, le quartier est desservi par plusieurs cliniques médicales privées et par le Centre local de services communautaires (CLSC) Olivier Guimond. Pour les soins médicaux plus spécialisés, la population du quartier est desservie par l’hôpital Maisonneuve-Rosemont et par l’Institut universitaire en santé mentale de Montréal. Cette dernière institution possède une clinique externe en psychiatrie communautaire sur la rue Sherbrooke-Est, non loin de la rue de l’ancienne Pépinière. De plus, sur cette même rue, plus au sud, le Centre d'hébergement de soins de longue durée (CHSLD) Eloria-Lepage héberge à long terme des personnes en perte d’autonomie importante dont plusieurs souffrent de la maladie d'Alzheimer. Une Popote roulante administrée par un 0rganisme communautaire, le centre d'entraide du Rameau d'Olivier, dessert une population en perte d’autonomie dans le quartier. L’institut des sourds et muets occupe l’ancien centre communautaire Radisson, à deux pas de la station de métro Radisson.
Le poste de police de quartier, poste numéro 48 du Service de police de la Ville de Montréal (SPVM), est situé au coin des rues Notre-Dame et Haig. Le quartier compte deux casernes de pompiers, l’une sur la rue Hochelaga et l’autre sur la rue Monsabré occupant un bâtiment patrimonial de 1914 récemment rénové. Ce bâtiment historique fut érigé sous la direction de l’architecte Joseph Venne (1858-1925).

## Commerces
Une succession de boutiques et de petits commerces s’étend le long de la rue Sherbrooke-Est sur plusieurs kilomètres de la rue Dickson à la station de métro Radisson ainsi que sur la rue Marseille avec ses petits commerces de proximité non loin de l’Église catholique Saint-Donat et de l’aréna du quartier.

## Habitations et logements
Entre 1950 et 1970, des centaines de multiplexes ont été construits, transformant la campagne de Longue-Pointe en quartier urbain. Mais contrairement à la plupart des quartiers ouvriers de Montréal, les habitations n’ont pas d’escaliers extérieurs comme la plupart des maisons. Les habitations dans le quartier possèdent plutôt à l’avant des escaliers intérieurs. Beaucoup de ruelles à l’arrière des maisons sont composées de petits jardins et de petits potagers. Plusieurs citoyens du quartier ont créé, avec l’aide de la ville de Montréal, des ruelles vertes. Quelques vieilles demeures bourgeoises datant du XIXe siècle survivent sur la rue Hochelaga non loin de l'Institut universitaire en santé mentale.

## Parcs, jardins communautaires et espaces verts
Malgré l’industrialisation et le développement immobilier, Longue-Pointe conserve de nombreux parcs :
- parc Louis-Riel,
- parc Pierre-Bédard,
- parc de l’ancienne Pépinière,
- parc Guybourg,
- parc Saint-Donat,
- parc Jean-Amyot.

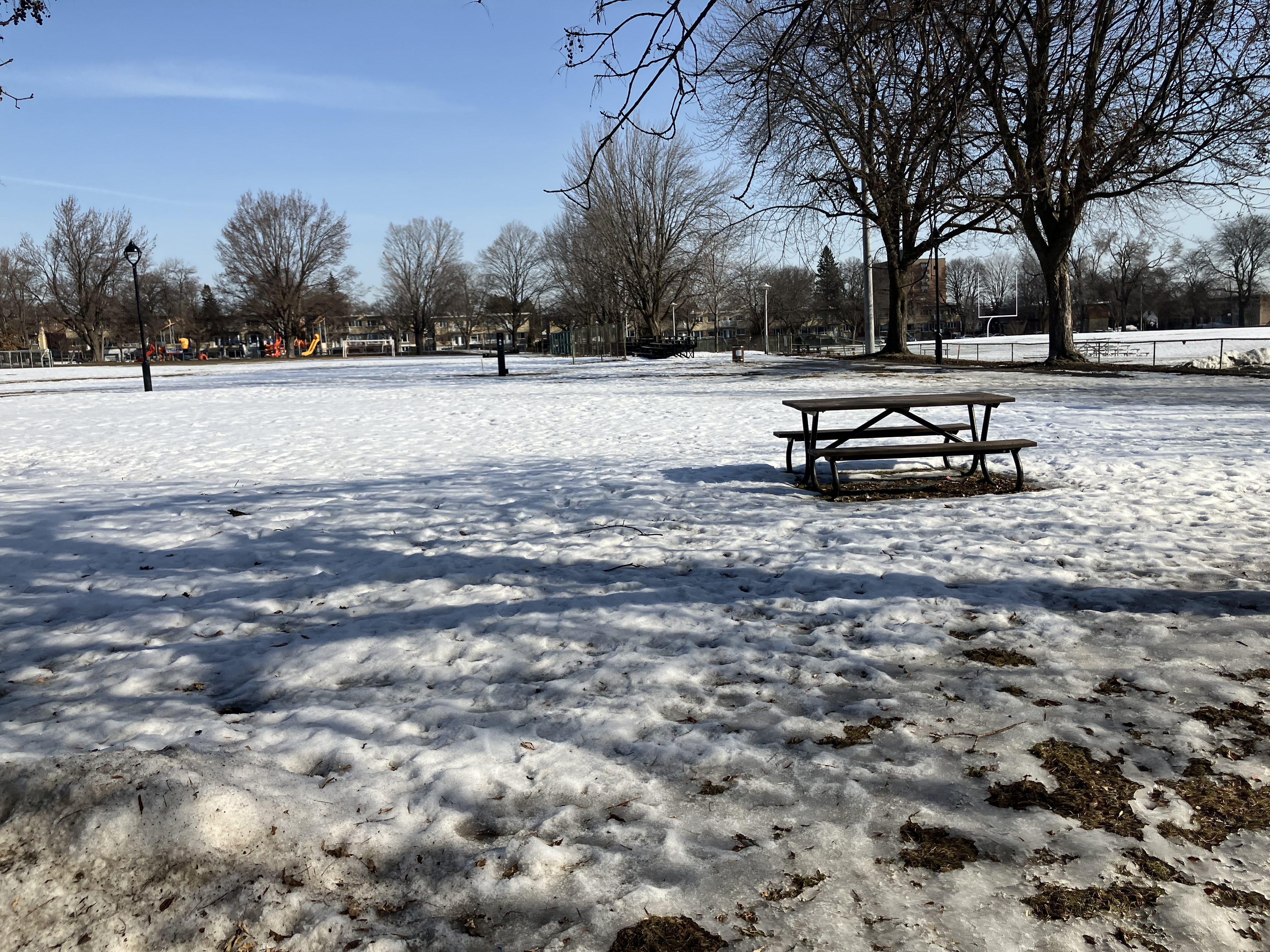
Parc Saint-Donat.
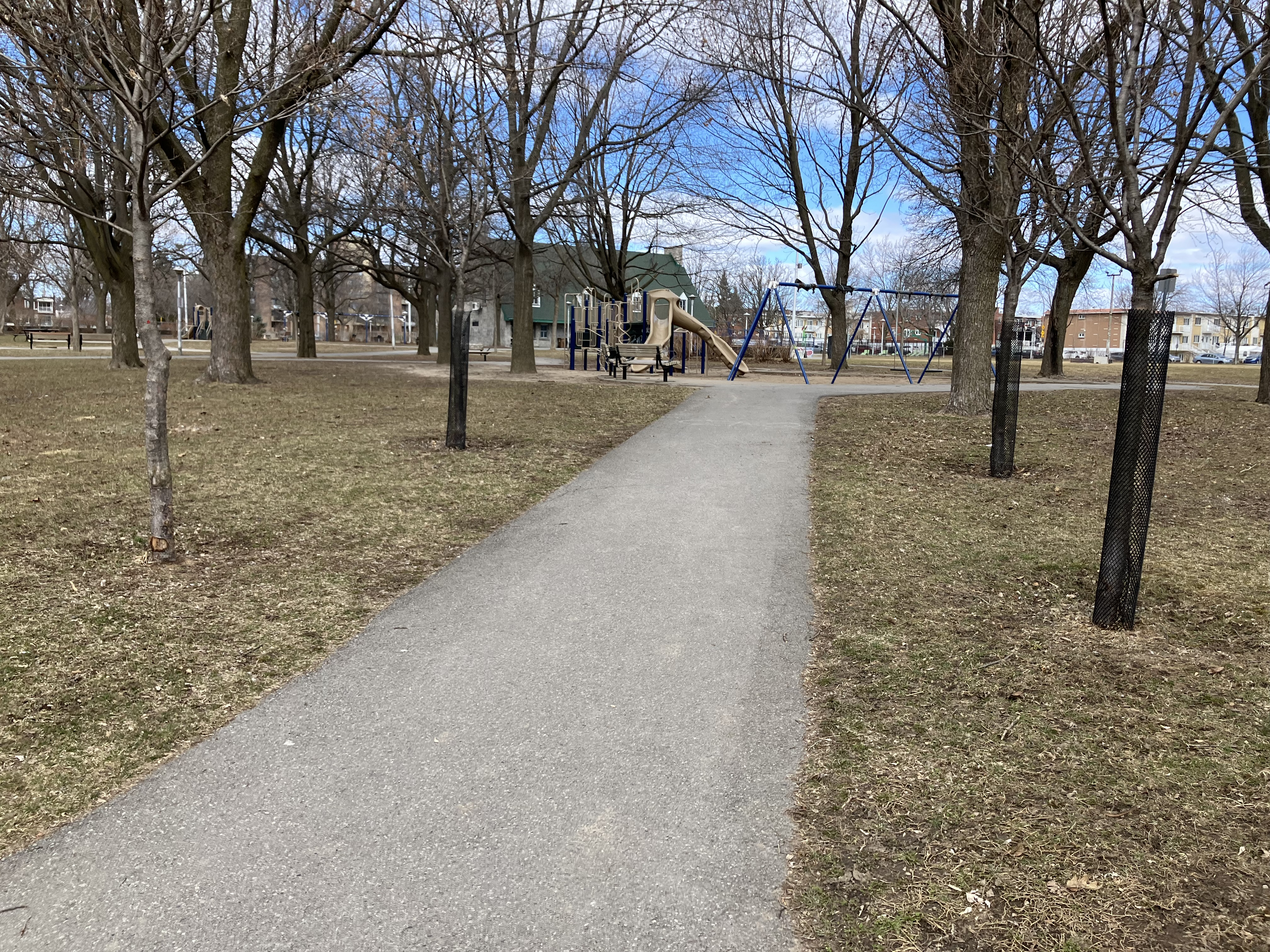
Parc Jean-Amyot.

Le quartier ne possède que trois jardins communautaires dont le plus imposant est le jardin l’Arc-en-ciel, situé entre les rues des Desautels et Arcan, juste au sud du parc Saint-Donat. À la fin de la saison estivale, une partie des récoltes des légumes du jardin l’Arc-en-ciel est distribuée au comptoir d’aide alimentaire de la rue Marseille.
Deux secteurs boisés à préserver : 
- Dans le secteur Louis-Riel, le Boisé des pères, d’une superficie de 6 hectares, tire son nom de la proximité du sanctuaire des pères franciscains situé sur le boulevard Rosemont. Le boisé est un milieu d'érables matures cordiformes[11], très menacé par trois vagues successives de projets immobiliers, dont un développement domiciliaire en 1986 qui a fait disparaître un des derniers milieux humides de Montréal. En 2002, la construction d’un nouveau pavillon de l’hôpital Maisonneuve-Rosemont entraîne l’abattage de chênes rouges centenaires[11]. Des aménagements de sentiers de promenade sont effectués d’une façon minimale. Des corvées citoyennes ont eu comme résultat de nettoyer le boisé et de le préserver.
- Plus au sud, dans le secteur Guybourg, une lutte des citoyens est amorcée afin de préserver le boisé Steinberg d’un promoteur industriel de conteneurs pour le port de Montréal[12],[13].

Le Cimetière le repos Saint-François d'Assise offre avec ses arbres matures un îlot de verdure. Fondé en 1916, sous le nom de cimetière de l’Est, il est héritier de l’ancien cimetière situé non loin de la première église de Longue-Pointe.
Comme plusieurs quartiers de Montréal, Longue-Pointe est aux prises avec le phénomène  des îlots de chaleur urbains. L’arrondissement Mercier–Hochelaga-Maisonneuve adopte en avril 2023 une politique de reboisement et de plantation de nouveaux arbres. Dans sa politique de reboisement, l’arrondissement a fait une estimation de 4 476 sites potentiels dans les quartiers de l’arrondissement et une étude du patrimoine arboricole actuel.

## Transport collectif
En 1976, un prolongement de la ligne verte du métro est inauguré. Les stations Radisson, Langelier et Cadillac desservent le nord du quartier. Plusieurs lignes d’autobus de la Société de transport de Montréal (Cadillac 32, Langelier 33, Hochelaga 85, navette Longue-Pointe 822, Sherbrooke-Est 22) permettent un accès facile aux différents secteurs du quartier, parcouru par ailleurs par plusieurs pistes cyclables sur la rue Notre-Dame et la rue Marseille.

## Lieux religieux dans le quartier
Les paroisses catholiques avec leurs imposantes églises ont marqué l’histoire communautaire du quartier. En 2024, Longue-Pointe compte plusieurs lieux de culte (la plupart des bâtiments religieux du quartier sont construits dans les années 1950–1960) dont le plus connu demeure le sanctuaire Marie-Reine-des-Cœurs.
Le 18 juin 1893, un incendie détruit l'église d’origine, construite en 1719 sous le régime français. La seconde église est érigée à partir des pierres de la première. Cette nouvelle église, Saint-François-d’Assise de Longue-Pointe, n’a pas eu une longue vie, car elle brûle à son tour le 7 novembre 1907. C’est la chapelle du couvent des sœurs de la Providence de Montréal qui accueille les paroissiens jusqu’à l’ouverture de la nouvelle église en 1914. En 1963, la démolition de la partie ancestrale de l’ancien village de Longue-Pointe pour faire place à la construction du pont-tunnel Louis-Hippolyte-La Fontaine a entraîné la disparition de la plus vieille église du quartier, l'imposante église Saint-François-d’Assise, qui était située rue Notre-Dame. Avec elle disparaît le cœur patrimonial de l’ancien village,. Il reste comme patrimoine religieux, l'église Notre-Dame-des-Victoires de Montréal, située rue Lacordaire. L’église et son presbytère ont été construits en 1925  sous  la direction de l’architecte Emmanuel-Arthur Doucet (1888-1960).
Avec l'augmentation de la population ouvrière dans Longue-Pointe, l'immense église Sainte-Claire de style néo-roman est construite en 1927 d'après les plans des architectes Louis-Zéphirin Gauthier et Joseph-Égilde-Césaire Daoust. Des orgues Casavant y sont installées. La façade possède trois porches. 
Le quartier Longue-Pointe accueille de nombreux immigrants. Depuis une dizaine d’années, le quartier voit apparaître de nouveaux lieux de culte : des églises évangélistes, une mosquée et un centre bouddhiste ont maintenant pignon sur rue dans le quartier. Dans un esprit de tolérance, à une centaine de mètres l’un de l’autre cohabitent la mosquée et le temple bouddhiste sur la rue Hochelaga.

### Fouilles archéologiques
Non loin du pont-tunnel Louis-Hippolyte-La Fontaine, dans le sud-est du quartier, on soupçonne la présence de restes humains. Il s’agirait d’un cimetière de sépultures d’enfants autochtones. Dans une lettre du 8 janvier 2024, un groupe de mères de la nation Mohawks et du comité des Orphelins de Duplessis demandent l’arrêt des travaux à l’entrepôt de la Société des alcools du Québec (SAQ) et la mise en place d’une fouille archéologique. Selon les hypothèses, plus de 2 000 corps d’enfants reposeraient sur ce terrain. Ce site est maintenant protégé et les fouilles débutent en avril 2024.